# Minniza persica
Minniza persica är en spindeldjursart som beskrevs av Beier 1951. Minniza persica ingår i släktet Minniza och familjen Olpiidae.

## Underarter
Arten delas in i följande underarter:
- M. p. deminuta
- M. p. persica